# Sarcopera cordachida
Sarcopera cordachida là một loài thực vật có hoa trong họ Marcgraviaceae. Loài này được (Ruiz & Pav. ex G. Don) Bedell ex S. Dressler miêu tả khoa học đầu tiên năm 1999.